# EP (Nils-album)
Az EP a Nils második albuma, 2008-ban készült. A Hello c. dallal került be a Nils először az MR2 Petőfi Rádióba.

## Számlista
| # | Cím            | Hossz |
| - | -------------- | ----- |
| 1 | Félelmetes     |       |
| 2 | Nincs tovább   |       |
| 3 | Hello          |       |
| 4 | Éjjel hidegben |       |
| 5 | Benne vagyok   |       |
| 6 | Ha holnap...   |       |